# Guido Manacorda
Guido Manacorda (Acqui Terme, 5 giugno 1879 – Firenze, 25 febbraio 1965) è stato un germanista e traduttore italiano, che si occupò soprattutto dei libretti delle opere di Richard Wagner.

## Biografia
Guido Manacorda, figlio di Vittorio, insegnante, e Francesca Demartini, si laureò in lettere presso l'Università di Pisa nel 1901.
Entrato alla Scuola Normale Superiore di Pisa, ottenne inoltre il diploma di magister.
Nel 1913 ebbe la cattedra di lingua tedesca all'Università di Napoli.
Allo scoppio della prima guerra mondiale, nel luglio del 1915, si arruolò volontario.
Nel 1925 ebbe la cattedra di lingua tedesca all'Università degli Studi di Firenze.
Nel 1933, dopo aver con un suo scritto polemizzato con Benedetto Croce, chiese un'udienza a Benito Mussolini che ottenne il 12 dicembre. Da lì si avviò una fase di impegno politico di Manacorda in appoggio al regime fascista, che ebbe riflessi sulla sua attività pubblicistica, orientata all'obiettivo di promuovere la convergenza fra cattolici e fascismo.

## Vita privata
Si sposò nel 1906 con Emma Lanterno. Era padre del fisico Tristano, nato nel 1920.

## Opere
- Antologia tedesca: ad uso delle scuole medie di secondo grado e delle scuole universitarie, Napoli, 1900
- Benedetto Varchi: L'Uomo, Il Poeta, Il Critico, 1903
- Della poesia latina in Germania durante il Rinascimento, Roma, 1907
- Storia della scuola in Italia, 1913
- Studi e saggi, Roma, 1922
- Verso una nuova mistica, Bologna, 1922
- Mistica minore: scritti vari di pensiero, politica e religione, battaglie e discussioni spirituali, Foligno, 1926
- Le solitudini. Luoghi e Memorie. Esperienze. Grotteschi. Soliloqui. Momenti musicali. Elogi. Parabole, Milano, 1933
- La selva e il tempio: Studi sullo spirito del germanesimo, Firenze 1935
- Il Bolscevismo. Marxismo - Mistica - Meccanesimo - Ateismo - Morale - Politica - Economia - Letteratura e arte - Scuola e propaganda, Firenze, 1940
- Medaglioni: con un autoritratto, Milano, 1941
- Le nuove solitudini. Acqueforti. Momenti musicali. Intermezzo. Ottocenteschi. Notturni, Firenze 1942

### Traduzioni
- Richard Wagner, Rienzi, 1921
- Richard Wagner, Il vascello fantasma, 1921
- Richard Wagner, Tannhäuser, 1921
- Richard Wagner, La Walkiria. Riveduta nel testo, con versione a fronte, introduzione e commento a cura di Guido Manacorda. Firenze, 1925
- Johann Wolfgang von Goethe, Il Faust, 1932

### Opere teatrali
- Paolo di Tarso: dramma sacro in tre atti e un intermezzo, Firenze, 1927